# Gruson
Gruson is een gemeente in het Franse Noorderdepartement (Frans: département du Nord) in de regio Hauts-de-France. De plaats maakt deel uit van het arrondissement Rijsel. Gruson telde op 1 januari 2022 1.223 inwoners.

## Geografie
De oppervlakte van Gruson bedroeg op 1 januari 2022 3,13 vierkante kilometer; de bevolkingsdichtheid was toen 390,7 inwoners per km².

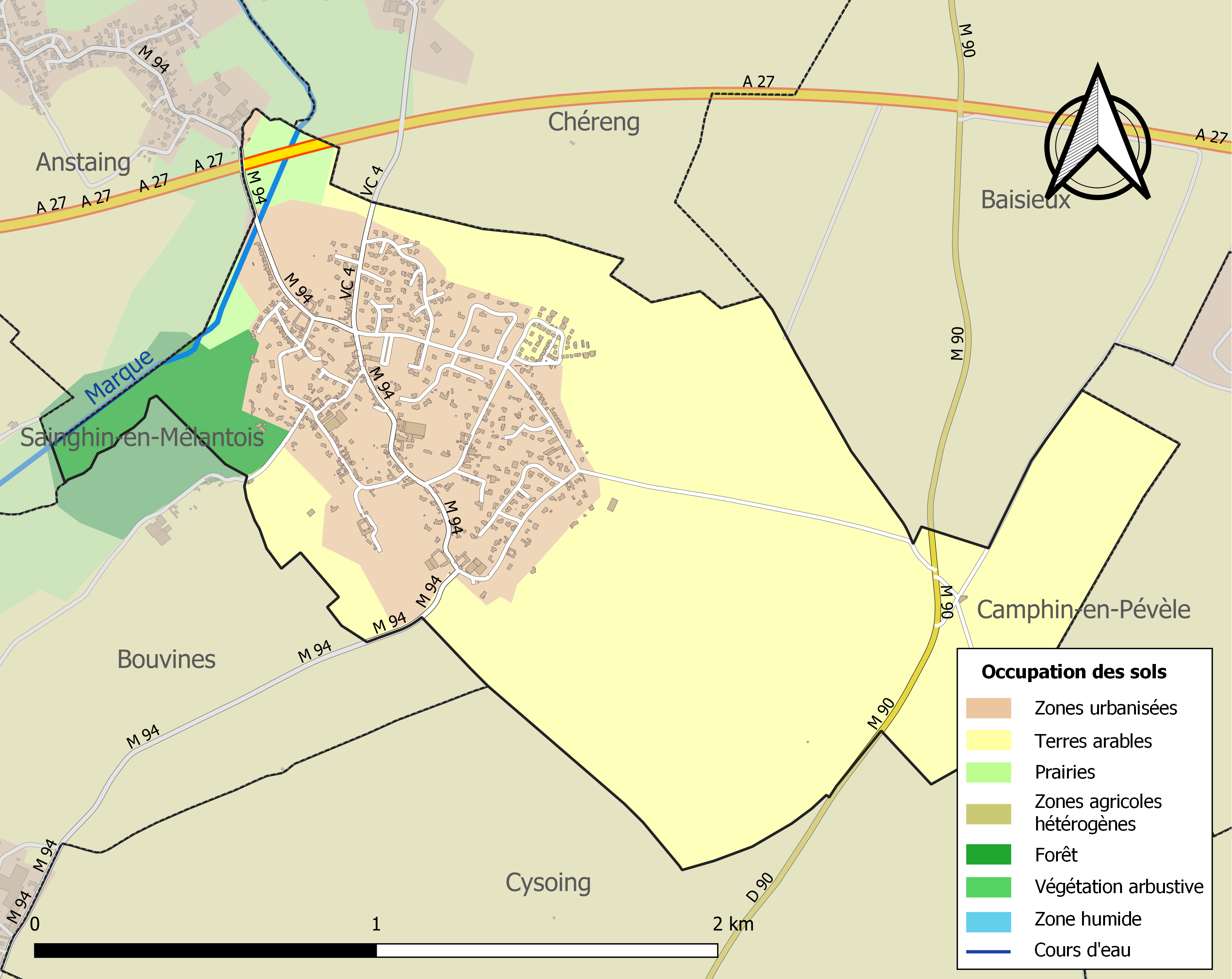
Kaart van de gemeente met belangrijkste infrastructuur, bodemgebruik en omliggende gemeenten

## Bezienswaardigheden
- De Église de la Visitation de Notre-Dame

## Natuur en landschap
Ten westen van Gruson stroomt de Marque in noordelijke richting. Daar ligt ook het Bois d'Infière. De hoogte bedraagt 29-47 meter.

## Demografie
Onderstaande figuur toont het verloop van het inwonertal (bron: INSEE-tellingen).

## Sport

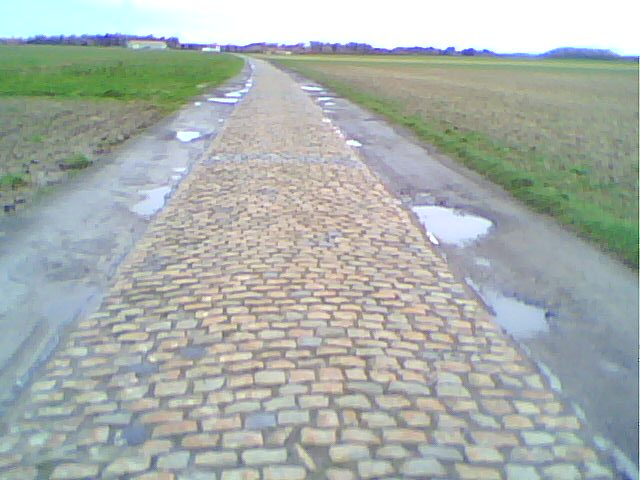
Secteur pavé de Gruson

De wielerklassieker Parijs-Roubaix trekt in de gemeente over een kasseistrook die secteur pavé de Gruson wordt genoemd. Vlak voor deze strook komt vaak de Carrefour de l'Arbre, die in Gruson eindigt.

## Nabijgelegen kernen
Bouvines, Cysoing, Sin, Chéreng, Anstaing